# NGC 7323
NGC 7323 is een spiraalvormig sterrenstelsel in het sterrenbeeld Pegasus. Het hemelobject werd op 13 september 1863 ontdekt door de Duitse astronoom Albert Marth.

## Synoniemen
- UGC 12108
- KAZ 228
- MCG 3-57-25
- KCPG 569A
- ZWG 452.34
- IRAS 22344+1853
- PGC 69311